# Palmiskenea
Palmiskenea is een mosdiertjesgeslacht uit de familie van de Bryocryptellidae en de orde Cheilostomatida. De wetenschappelijke naam ervan is in 1989 voor het eerst geldig gepubliceerd door Bishop & Hayward.

## Soorten
- Palmiskenea abdita Winston & Hayward, 2012
- Palmiskenea aquilonia Hayward, 1994
- Palmiskenea faroensis Hayward, 1994
- Palmiskenea gautieri Madurell, Zabala, Domínguez-Carrió & Gili, 2013
- Palmiskenea plana (Hincks, 1888)
- Palmiskenea skenei (Ellis & Solander, 1786)

Niet geaccepteerde soort:
- Palmiskenea lorea (Alder, 1864) → Marguetta lorea (Alder, 1864)